# マーク・オディアンボ
マーク・オティエノ・オディアンボ（Mark Otieno Odhiambo、1993年5月11日 ‐ ）は、ケニア・カジアド出身の陸上競技選手。専門は短距離走。100mでケニア人初の10秒1台（10秒14・元ケニア記録）をマークした選手である。

## 経歴
父と祖母も元短距離走選手。
2017年6月10日のケニア選手権男子200m決勝で20秒41（+1.8）の自己ベストをマークし、ロンドン世界選手権の参加標準記録（20秒44）を破る好タイムで優勝を飾った。同日の男子100m決勝では2015年にマイク・モカンバ・ニャンガウが樹立したケニア記録（10秒23）を更新する10秒14（+0.8）で優勝を飾ったが、惜しくもロンドン世界選手権の参加標準記録（10秒12）に届かなかった。約2週間後に行われた世界選手権ケニアトライアル （Athletics Kenya Trials For IAAF World Championships） では更なる記録短縮を期待されたが、怪我をしていたこともあり100mは10秒36、200mは21秒04にそれぞれとどまった。

## 自己ベスト
記録欄の（　）内の数字は風速（m/s）で、+は追い風を意味する。
| 種目 | 記録          | 年月日        | 場所     | 備考     |
| 屋外 | 屋外          | 屋外          | 屋外     | 屋外     |
| ---- | ------------- | ------------- | -------- | -------- |
| 100m | 10秒14 (+0.8) | 2017年6月10日 | ナイロビ | 高地記録 |
| 200m | 20秒41 (+1.8) | 2017年6月10日 | ナイロビ | 高地記録 |

## 主要大会成績
| 年   | 大会                  | 場所             | 種目    | 結果   | 記録            | 備考 |
| ---- | --------------------- | ---------------- | ------- | ------ | --------------- | ---- |
| 2015 | アフリカ競技大会 (en) | ブラザヴィル     | 100m    | 準決勝 | 10秒41 (+0.3)   |      |
| 2015 | アフリカ競技大会 (en) | ブラザヴィル     | 4x100mR | 4位    | 39秒78 (3走)    |      |
| 2016 | アフリカ選手権 (en)   | ダーバン         | 100m    | 準決勝 | 10秒49 (+0.6)   |      |
| 2016 | アフリカ選手権 (en)   | ダーバン         | 4x100mR | 5位    | 39秒97 (1走)    |      |
| 2017 | 世界リレー (en)       | ナッソー         | 4x200mR | 7位    | 1分23秒72 (1走) |      |
| 2017 | 世界選手権            | ロンドン         | 100m    | 予選   | 10秒37 (-0.2)   |      |
| 2017 | 世界選手権            | ロンドン         | 200m    | 予選   | 20秒74 (-0.6)   |      |
| 2018 | 英連邦競技大会 (en)   | ゴールドコースト | 100m    | 準決勝 | 10秒37 (-0.8)   |      |
| 2018 | 英連邦競技大会 (en)   | ゴールドコースト | 200m    | 準決勝 | 21秒29 (0.0)    |      |